# Новосад, Сергей Гавриилович
Сергей Гавриилович Новосад (род. 29 июля 1994, Шелехов, Иркутская область) — российский актёр театра и кино, наиболее известный по роли мажора Дани в молодёжном сериале «Трудные подростки» и роли дислексика в фильме «Я делаю шаг».

## Биография
Сергей Новосад родился 29 июля 1994 года в городе Шелехове Шелеховского района Иркутской области.
В 2016 году окончил Школу-студию имени Вл. И. Немировича-Данченко при МХАТ имени А. П. Чехова (мастерская Виктора Анатольевича Рыжакова).
С 2016 года вместе со своими одногруппниками (например, Варварой Шмыковой) служил в независимой театральной компании «Июльансамбль» вплоть до её закрытия в 2022 году.
С 2020 года является приглашённым артистом театра Современник.
Также в 2020 году присоединился к касту второго сезона «Трудных подростков», исполнив в сериале одну из главных ролей — футболиста Дани Макеева из обеспеченной семьи.
В 2023 году состоялся дебют Сергея Новосада в полном метре: в мелодраме «Я делаю шаг» он исполнил главную роль учителя литературы Александра Макарова, страдающего дислексией. Его партнёрами по фильму стали Равшана Куркова, Мария Аронова, Михаил Полицеймако и Денис Шведов.

## Личная жизнь
С 2022 года Сергей Новосад состоит в отношениях с актрисой Анастасией Талызиной, внучкой Народной артистки РСФСР Валентины Талызиной. Пара познакомилась во время съёмок фильма «Я делаю шаг». 31 августа 2024 года пара поженилась.

## Роли в театре и кино

### Фильмография
| Год  | Проект          | Название                          | Роль                                                          |
| ---- | --------------- | --------------------------------- | ------------------------------------------------------------- |
| 2019 | Телесериал      | Трудные подростки                 | футболист-мажор Даня Макеев                                   |
| 2023 | Фильм-мелодрама | Я делаю шаг                       | Александр Макаров — учитель литературы, страдающий дислексией |
| 2023 | Телесериал      | Екатерина. Фавориты               | Александр Ланской                                             |
| 2023 | Телесериал      | Предпоследняя инстанция (3 сезон) | архангел Гавриил                                              |

### Театральные работы
| 2022 | «Урод» по одноимённой пьесе Мариуса фон Майенбурга — Главная роль Режиссёр: Артем Дубра Театр: Art-Платформа                                   |
| 2021 | «Собрание сочинений» — Серёжа Филатов Режиссёр: Виктор Рыжаков Театр: Современник                                                              |
| 2019 | «Как эстонские хиппи разрушили советский союз» — Джон Леннон Режиссёр: Талгат Баталов Театр: «Июльансамбль», Центр имени Всеволода Мейерхольда |
| 2019 | «Питер Пэн. Фантомные вибрации» Режиссёры: Роман Феодори, Александр Андрияшкин Театр: «Июльансамбль», Центр имени Всеволода Мейерхольда        |
| 2018 | «Несколько разговоров о….» Режиссёр: Тадас Монтримас Театр: «Июльансамбль», Центр имени Всеволода Мейерхольда                                  |
| 2018 | «ВААЛ» по одноимённой пьесе Бертольта Брехта Режиссёр: Иван Комаров Театр: «Июльансамбль», Центр имени Всеволода Мейерхольда                   |
| 2017 | «По-Чехову. Три сестры» — барон Николай Львович Тузенбах Режиссёр: Виктор Рыжаков Театр: «Июльансамбль», Центр имени Всеволода Мейерхольда     |